# 戦略爆撃機

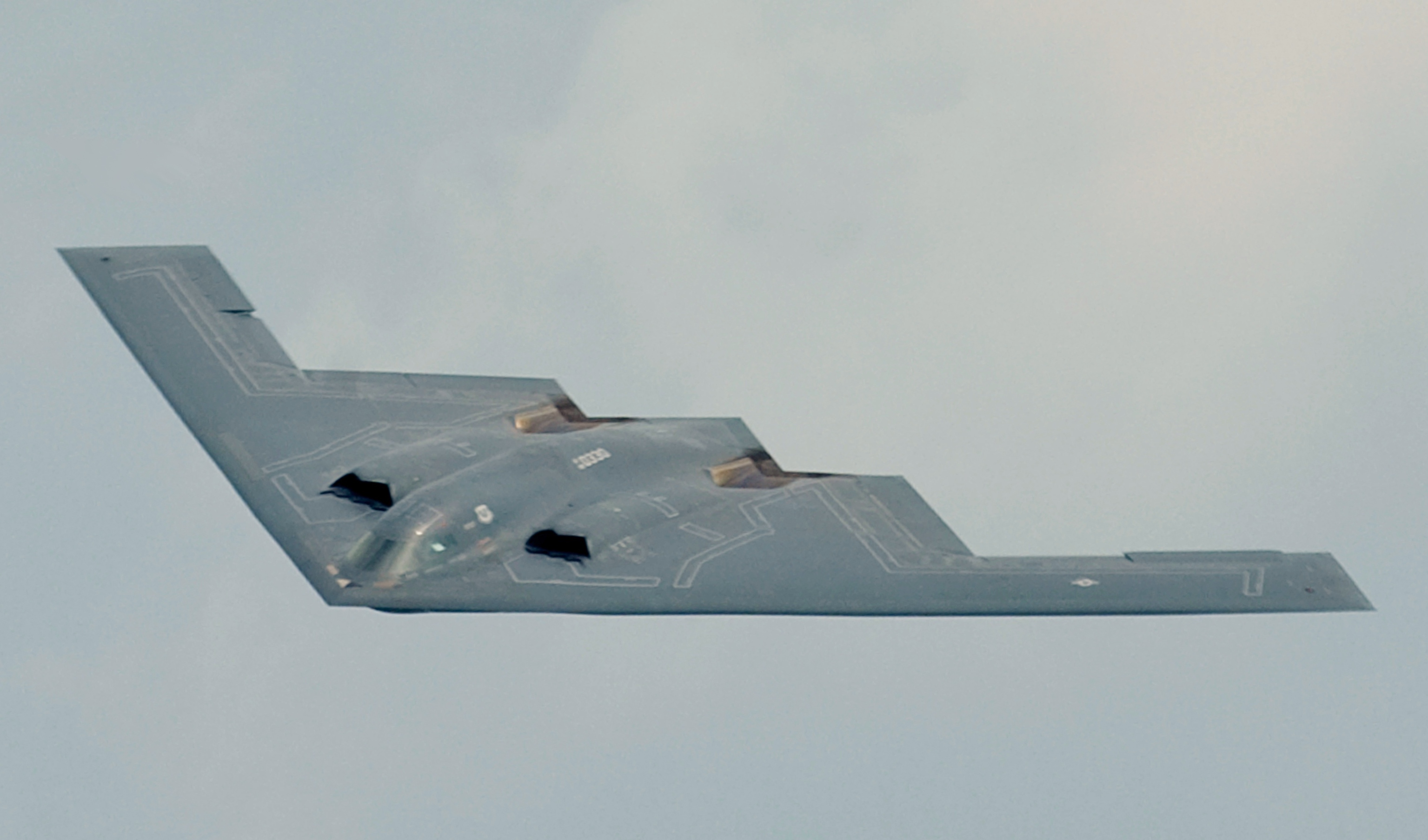
アメリカ合衆国のB-2A。ステルス性を備えた全翼機である

戦略爆撃機（せんりゃくばくげきき）は、両戦力が直接衝突する前線（交戦区域）から離れた、敵国領土や占領地などを目標にし、工場や港、油田などの生産施設、住宅地や商業地を破壊して敵国民の士気、さらには生産力そのものである国民の殲滅（戦略爆撃）を目的とする重爆撃機で、初期の大量破壊兵器といえる。
戦力同士の攻防戦に用いられる戦術爆撃とは本質的に異なり、第二次大戦後は爆撃機といえば戦略爆撃機となった感があるが、さらに冷戦時代の戦闘攻撃機と戦術核兵器の運用により、戦略爆撃と戦術爆撃の区別が難しくなった。

## 性能

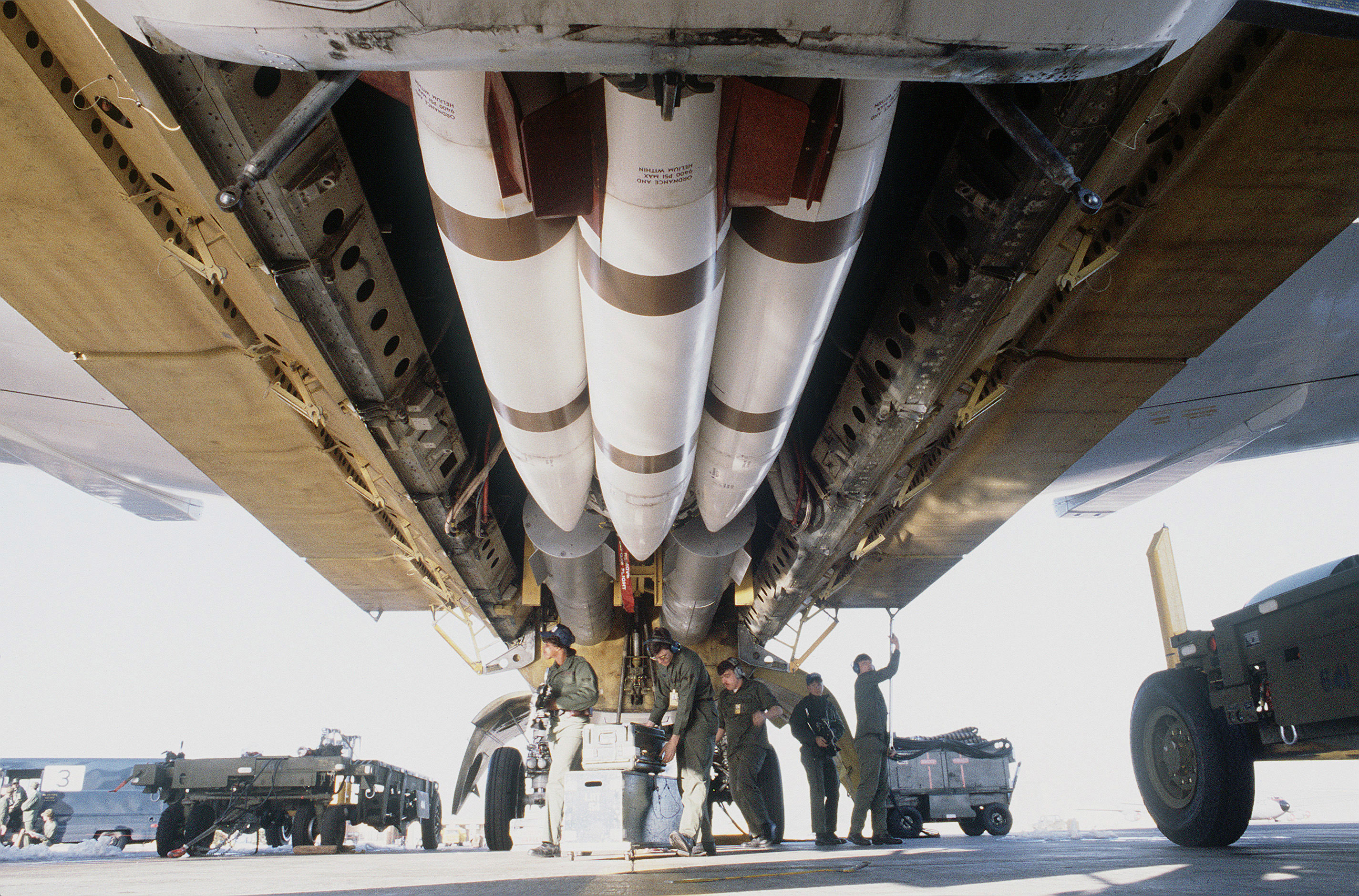
アメリカ合衆国のB-52Hの爆弾倉

戦略爆撃機にはその任務と攻撃目標の性質上、次のような性能が求められる。
1. 敵地奥深くに侵入するための航続力（可能な限り空中給油には頼らない自己完結性も望まれる）
2. 爆弾を多量に搭載する能力（最小限度の核爆弾搭載で可としたものもあったが、核使用のハードルの高さから、それ以外の汎用性を欠く機体は消えていった）
3. 護衛戦闘機なしに任務を遂行しうる能力（具体的な方法論は時代ごとに防御火器・防弾の充実、高々度飛行、高速飛行、超低空侵攻、大型長射程ミサイルの搭載、ステルスなどと変遷した）

これらの性能を満たすために、機体は大型化し発動機を多数、中には8基搭載したもの（B-52など）も存在する。護衛戦闘機を持たないのは、長距離任務に耐える大型の機体では戦闘機としての空中機動性を両立困難なためだが、そのハードルを超えてでもXF-108のような長距離護衛戦闘機開発や、あるいは爆撃機に搭載する小型護衛戦闘機（パラサイト・ファイター）、同じ爆撃機をベースに重武装化したYB-40などさまざまな試みがなされた。

## 歴史

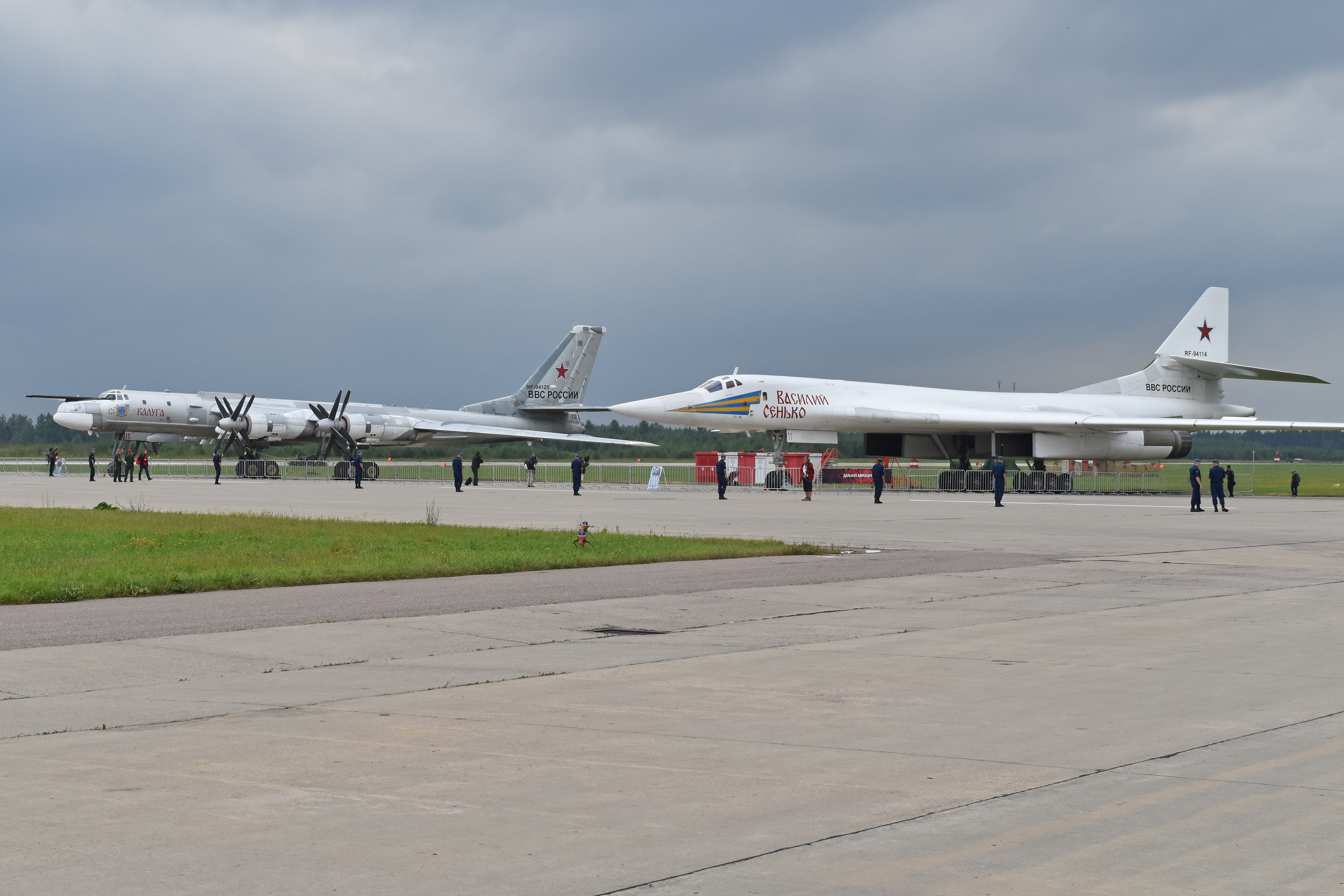
ロシアのTu-95（奥）、Tu-160（手前）

その歴史は古く、人類が航空機を発明してから十数年後の第一次世界大戦時にはすでに実戦投入されている。
世界で最初に実用化に成功した戦略爆撃機（厳密には大型爆撃機）の祖は、3発エンジンのイタリア軍のカプロニCa.36型といわれ、296機生産されたという。第一次大戦中には、ロシア帝国が世界最初の4発爆撃機イリヤ・ムロメッツ5を約80機。イギリスが4発のハンドレページV-1500を36機生産し、ベルリンを夜間空襲。また、ドイツ帝国はツェッペリン飛行船を使用してロンドンやパリを夜間空襲、また1917年にはゴータ G.IVを使用したイギリス本土空襲を実施した。大戦後期には4発の巨大爆撃機ツェッペリン・シュタッケンR-6を18機生産。英仏連合軍への夜間空襲に使用した。当時の爆撃機はいずれも低速だったので、損害を減らすため主に夜間に使われた。
1921年にジュリオ・ドゥーエが提唱した戦略爆撃を主軸とする理論は各国の航空戦思想に大きな影響を与え、爆撃機の発展を加速させた。
第二次世界大戦では、上記のような性能を持った4発エンジンの戦略爆撃機を枢軸国側(ハインケル He 177 グライフ，P.108)もソビエト連邦(ペトリャコフ Pe-8)も大量生産はできず、少数生産された機体も、戦略爆撃を行うには若干性能面で劣っていたため、この分野では連合国側のアメリカ合衆国・イギリス両国の爆撃機に限定された。アメリカのB-17およびB-24が主に昼間爆撃に、イギリスのアブロ ランカスター、ハンドレページ ハリファックス、ショート スターリングが主に夜間爆撃に使用された。
アメリカは大戦末期に日本本土に対して戦略爆撃を実施したが、長大な航続距離を要する事から上記のB-17及びB-24ではいずれも不十分で、当時の最新鋭で最高性能の大型戦略爆撃機B-29を投入し、史上初の核兵器による攻撃である日本への原子爆弾投下を実行した機体にもなった。
第二次大戦後は、核爆弾による攻撃を主軸に置きはじめ、冷戦の影響もあって開発が進んだ。さらに核兵器の小型化によりミサイル弾頭への搭載も可能となり、核兵器の運用が可能な戦略爆撃機は大陸間弾道ミサイルや潜水艦発射弾道ミサイルと並んで「核の三本柱」と称されるようになった。戦後もベトナム戦争のような大戦争から対テロ戦争のような低強度紛争に至るまで、爆弾の搭載量の多さを活かした拠点制圧や、長大な航続力と空中待機時間による地上部隊の支援攻撃能力などでの有効性から使用されてきたが、ミサイル技術がより一層の発展を見たことから、航続距離や搭載量を重視する伝統的な戦略爆撃機の役割は縮小していった。それと同時に、航空機技術の進歩により戦闘爆撃機・マルチロール機が発達したため、戦闘機を兼務する小型な機体であっても、かつての戦略爆撃機に近い、あるいは同等の能力を得たことも、この傾向に拍車をかけることとなる。
現在でも大型の戦略爆撃機を運用しているのは、アメリカ合衆国、ロシア連邦、中華人民共和国に限られている。英仏は運用をやめており、フランス空軍において戦略爆撃機として運用されていたミラージュ2000Nは戦闘機ベースの機体であり、原型機のミラージュ2000は、同時代のジェット戦闘機としても比較的小型・軽量な部類に入る。
新規の戦略爆撃機の開発と製造は停滞傾向にあり、スローペースとなっている。アメリカのB-52やロシアのTu-95、中国の轟-6型（ロシアのTu-16を国産化・近代化改修）など、現在でも1950年代に開発された旧式機体が主体となっている。他の打撃手段に比して即効性･確実性に劣ることが、示威しつつ過度に刺激しない政治的パフォーマンスには適当で、領空に接近・侵犯しスクランブルをかけさせるなどしている。

## 定義
第一次世界大戦から現代までにかけて、戦略爆撃機（Strategic bomber）の国際的に統一した定義は存在していない。しかしながら、冷戦期において米ソ両国が双方の戦略核軍拡競争を抑制する目的から、SALTⅡからSTARTⅠにかけ戦略核運搬手段である戦略攻撃兵器の一つとして、戦略爆撃機に該当する重爆撃機（HEAVY BOMBER）の厳密な定義を設けた。その内容は下記の通り
- 下記(1)又は(2)の両方又はいずれかを満たす爆撃機を戦略核運搬手段である『重爆撃機』と定義する[3]。

(1) 燃料満載かつ7.5トンの武装を搭載した状態で、空中給油無しで航続距離8000㎞以上
(2) 射程600㎞以上の長射程核ALCMを運用可能
- 重爆撃機の具体例として例示されている機種は下記の通り[5][6]。

B-52、B-1、B-2、M-4、Tu-95、Tu-160

## 戦略爆撃機の一覧

### 第一次世界大戦期
イギリス
- ハンドレページ O/400
- ハンドレページ V/1500（英語版）

 ドイツ帝国
- ツェッペリン （飛行船）
- ツェッペリン シュターケン R.VI
- ゴータ G.IV

 ロシア帝国
- シコールスキイ イリヤー・ムーロメツ

### 第二次世界大戦期
アメリカ合衆国
- ボーイング B-17 フライングフォートレス
- コンソリデーテッド B-24 リベレーター
- ボーイング B-29 スーパーフォートレス

 イギリス
- アブロ ランカスター
- ハンドレページ ハリファックス
- ショート スターリング

### 冷戦期
中国
- 西安 轟-6型

 アメリカ合衆国
- コンベア B-36 ピースメーカー
- ボーイング B-47 ストラトジェット
- ボーイング B-50 スーパーフォートレス
- ボーイング B-52 ストラトフォートレス
- コンベア B-58 ハスラー
- ロックウェル B-1 ランサー

 イギリス
- ビッカース ヴァリアント
- ハンドレページ ヴィクター
- アブロ バルカン

 フランス
- ダッソー ミラージュIV
- ダッソー ミラージュ2000N

 ソビエト連邦
- ツポレフ Tu-4 （NATOコード名「ブル」）
- ミャスィーシチェフ M-4 （NATOコード名「バイソン」）
- ツポレフ Tu-95 （NATOコード名「ベア」）
- ツポレフ Tu-160 （NATOコード名「ブラックジャック」）

### 冷戦後
中国
- 西安 轟-20型 - 開発中

 アメリカ合衆国
- ノースロップ B-2A スピリット
- ノースロップ・グラマン B-21 レイダー - 開発中

 ロシア
- ツポレフ PAK DA - 開発中